# Радостина Александрова
Радостина Ивайлова Александрова е българска биоложка вирусоложка, морфоложка и биохимичка. Работи в Института по експериментална морфология, патология и антропология с музей при БАН. Тя е магистър и доктор по вирусология и професор по морфология. Специализирала е в Словакия, Унгария и Дания. Има повече от 150 публикации в български и международни списания и сборници от конференции, 14 глави в книги и учебници, над 100 научнопопулярни статии и повече от 600 участия в научни форуми. Семестриално е завършила специалността „Журналист-кореспондент“ към Факултета за обществени професии на СУ „Св. Климент Охридски“ през 1991 г. 

## Биография
Радостина Александрова е родена на 20 юли 1966 г. в София, Народна република България. По собствените ѝ думи завършва с пълно отличие и златен медал 29-та гимназия, преди това учи в 125-о училище. През 1991 г. завършва Биологическия факултет на Софийския университет, специалност „Биология и микробиология“, специализира вирусология. През 1993 г. постъпва като специалист биолог в ИЕПП – БАН (днес Институт по експериментална морфология, патология и антропология с музей, ИЕМПАМ), от 2011 г. е доцент по „Морфология“ към ИЕМПАМ, а в края на 2018 г. става професор. 
Професионалните ѝ интереси са в областта на клетъчната биология, вирусологията, имунологията, експерименталната онкология и онкофармакология, костното тъканно моделиране и наномедицината.
През същата година получава награда от фондация „Лъчезар Цоцорков“ в кампанията „Направи добро“.[ неясно? ]
Авторка е на две книги с кратки истории „Между редовете“ (Еlestra, 2021, ISBN 978-619-7292-18-3) и „Откраднати мигове“ (Еlestra, 2024, ISBN 978-619-7292-38-1).
Членка на редакторския и авторския колектив на книгата „Онкология 2024. Молекулярна биология и пътища за таргетиране в онкологията“, 3, Алсоко адвъртайзинг, 2024, ISBN 978-619-04-0262-6.